# Lista de distritos de Montes Claros

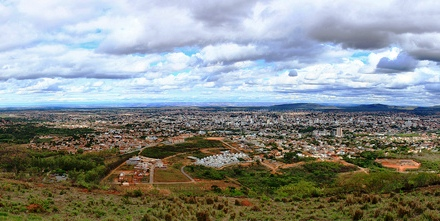
Vista do distrito-sede de Montes Claros

Essa é a lista de distritos de Montes Claros, que são uma divisão oficial do município brasileiro supracitado, localizado no interior do estado de Minas Gerais. As subdivisões estão de acordo com a Fundação João Pinheiro (FJP), em associação com dados dos censos demográficos realizados pelo Instituto Brasileiro de Geografia e Estatística (IBGE). O distrito-sede, que é onde se encontram muitos dos bairros de Montes Claros e o centro da cidade, começou a ser povoado por forasteiros no século XVIII, embora a região já fosse habitada por indígenas. Por volta de 1768 foi formado o Arraial das Formigas, que deu origem à cidade.
A emancipação de Montes Claros ocorreu pelo Decreto de 13 de outubro de 1831, ao se desmembrar de Serro. Pela lei provincial nº 802 de 3 de julho de 1857, foi elevado à categoria de cidade. Desde então, ocorreram a criação e desmembramento de diversos distritos do município, sendo que a última emancipação foi de Juramento, desmembrado em 12 de dezembro de 1953. De acordo com a Fundação João Pinheiro, restavam onze distritos em 2024, sendo que o distrito-sede era o mais populoso segundo o IBGE em 2022, contando com 401 766 habitantes, seguido por Nova Esperança, com 3 968 moradores.

## Distritos de Montes Claros
| Distrito                      | Código IBGE | Área (km²) | Habitantes (2022) | Domicílios particulares (2022) | Data de criação         |                         |           |        |     |     |                      |
| ----------------------------- | ----------- | ---------- | ----------------- | ------------------------------ | ----------------------- | ----------------------- | --------- | ------ | --- | --- | -------------------- |
| Distrito                      | Código IBGE | Área (km²) | Habitantes (2022) | Domicílios particulares (2022) | Data de criação         | Aparecida do Mundo Novo | 314330208 | 129,04 | 815 | 309 | 8 de outubro de 1982 |
| Ermidinha                     | 314330210   | 88,73      | 1 135             | 433                            | 30 de dezembro de 1962  |                         |           |        |     |     |                      |
| Miralta                       | 314330215   | 146,87     | 650               | 252                            | 21 de fevereiro de 1891 |                         |           |        |     |     |                      |
| Montes Claros (distrito-sede) | 314330205   | 1 694,31   | 401 766           | 140 176                        | -                       |                         |           |        |     |     |                      |
| Nova Esperança                | 314330220   | 178,59     | 3 968             | 1 335                          | 30 de dezembro de 1962  |                         |           |        |     |     |                      |
| Panorâmica                    | 314330222   | 59,53      | 153               | 73                             | 13 de maio de 1976      |                         |           |        |     |     |                      |
| Pedra Preta dos Montes        | 314330246   | -          | -                 | -                              | 13 de dezembro de 2023  |                         |           |        |     |     |                      |
| Santa Rosa de Lima            | 314330225   | 417,07     | 2 270             | 880                            | 31 de dezembro de 1943  |                         |           |        |     |     |                      |
| São João da Vereda            | 314330230   | 349,70     | 1 387             | 544                            | 27 de dezembro de 1948  |                         |           |        |     |     |                      |
| São Pedro da Garça            | 314330235   | 237,41     | 849               | 309                            | 31 de dezembro de 1943  |                         |           |        |     |     |                      |
| Vila Nova de Minas            | 314330240   | 214,95     | 1 247             | 486                            | 30 de dezembro de 1962  |                         |           |        |     |     |                      |